# Robert Nares

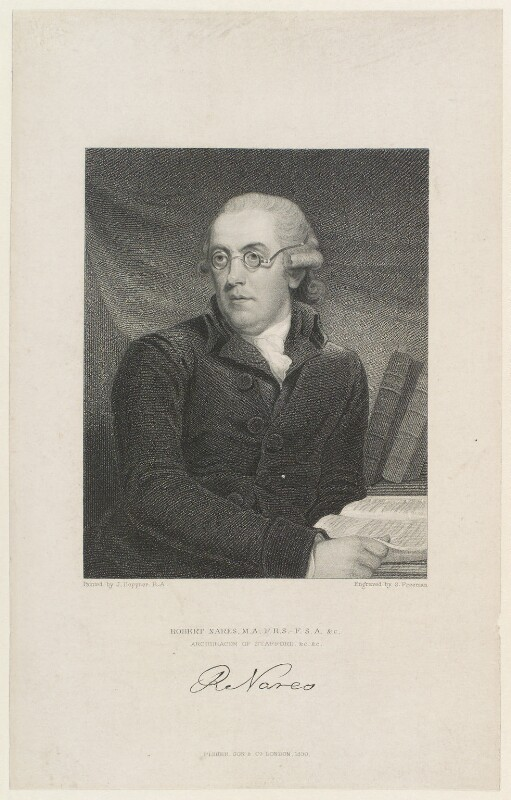
Robert Nares, dargestellt von Samuel Freeman

Robert Nares (* 9. Juni 1753 in York; † 23. März 1829) war ein englischer Geistlicher und Philologe.
Der Sohn des Komponisten und Organisten James Nares besuchte die Westminster School, wo er 1767 zum King’s Scholar gewählt wurde. Als Stipendiat besuchte er das Christ Church College in Oxford und erlangte dort 1775 den Grad eines Bachelor und 1778 den Mastergrad.
Von 1779 bis 1783 betätigte er sich als Tutor in London Wynnstay, Wrexham; im Sommer 1782 wurde er Diakon in Easton Maudit, Northamptonshire. 1784 erschien sein erstes philologisches Werk The Elements of Orthoepy, im Folgejahr erhielt er das Vikariat in Great Doddington. Von 1786 bis 1788 wirkte er an der Westminster School als Tutor der Wynns, die hier ausgebildet wurden. 1785 wurde er zum Kaplan des Duke of York and Albany bestellt, im Folgejahr wurde er Prediger am Lincoln’s Inn.
1793 gründete er die British Critic, deren erste 42 Ausgaben er mit William Beloe herausgab. Von 1795 bis 1805 arbeitete er im Department of Manuscript des British Museum, zunächst als Bibliothekar, ab 1799 als Keeper of Manuscript. Unter seiner Leitung erschien der dritte Katalogband zur Harleian Collection.
1791 wurde Nares Mitglied der Natural History Society in London, 1795 wurde zum Fellow der Society of Antiquaries of London und der Royal Society of Literature gewählt, deren Vizepräsident er 1823 wurde. Nach Stationen als Vikar in Dalbury (1796), Kanoniker von Lichfield und Prebendary der St Paul’s Cathedral (1798) wurde er 1801 Erzdiakon von Stafford und wirkte ab 1805 als Vikar von St Mary's in Reading. 1822 veröffentlichte er als sein Hauptwerk das Nares' Glossary, das als Schlüsselwerk zum Verständnis der elisabethanischen Literatur galt.